# Prosopidia
Prosopidia is een geslacht van vlinders van de familie spinneruilen (Erebidae), uit de onderfamilie Arctiinae.

## Soorten
- P. caeruleocephala Rothschild, 1912
- P. merula Dognin, 1891
- P. meruloides Schaus, 1905
- P. morosa Schaus, 1910